# Federico Benjumeda y Fernández
Federico Benjumeda y Fernández (Cádiz, 27 de agosto de 1815-Cádiz, 19 de junio de 1887) fue un médico cirujano español, catedrático de la Facultad de Medicina de la Universidad de Cádiz.

## Biografía
Nació en Cádiz en agosto de 1815, hijo del médico militar José Benjumeda y Gens y fue bautizado en la iglesia castrense del Santo Ángel. 
A los 16 años ingresó en el Colegio de Medicina y Cirugía de Cádiz. Fue ayudante disector mayor y obtuvo la calificación de sobresaliente en todas las asignaturas. Bachiller en filosofía en 1832 y en medicina y cirugía en 1839, llegando al grado de doctor al siguiente año. 

### Carrera médica
Ejerció su profesión en la ciudad de Cádiz. Desde 1839 fue médico titular del Hospital de San Juan de Dios de Cádiz y médico cirujano titular de la Casa de la Misericordia. Fue primer médico del Hospital de Coléricos. Facultativo en el Hospicio Santa Elena en 1878. 
Como cirujano era especialmente diestro en la técnica quirúrgica de la talla perineal. En el Diccionario enciclopédico hispano-americano de literatura, ciencias y artes, se cita una anécdota por su notoriedad en esta operación : 

[...] Benjumeda trataba de llevar a cabo una operación de la talla, y que como esta era la que más fama le había dado, quiso asistir a la operación el Cátedrático de la Facultad de Medicina de Madrid D. Alejandro San Martín. Benjumeda solía ejecutar esa operación sin más instrumento que un cortaplumas de pequeñas dimensiones. Preparábase el Sr. San Martín a presenciar la operación, cuando Benjumeda, sonriendo, le mostraba la piedra que acababa de extraer. El catedrático de San Carlos no pudo por menos que exclamar ¡Pero hombre, esto es prestidigitación!

### Carrera académica
Promocionado por su padre José Benjumeda y Gens, en 1844 es nombrado catedrático de medicina operatoria, anatomía quirúrgica y vendajes. En 1845, por el nuevo plan de estudios, accede a la cátedra de medicina legal, incluso la toxicología e higiene pública. Obtuvo por oposición la cátedra de anatomía y clínica quirúrgicas en la Facultad de Medicina de Cádiz y aparece con el n.º 163 en el escalafón de 290 primeros catedráticos de 1849. De pensamiento conservador, en la Universidad siguió la corriente antievolucionismo, enfrentada al krausismo.
Por enfermedad de su padre fue nombrado para sustituirle como decano en dicha facultad en 1867. Por motivo del Sexenio Democrático cesó en su cargo entre 1870 y 1877, para retomarlo entonces hasta su fallecimiento por una pulmonía el 19 de junio de 1887.

### Carrera política
Actuó como concejal del Ayuntamiento de Cádiz entre 1855 y 1874.

## Honores
Sus méritos fueron recompensados con varios honores:
- Caballero de la Orden de Carlos III ( España).[4]
- Caballero Gran Cruz de la Orden de Isabel la Católica ( España).[5]